# Per Dahlman
Per Gunnar Dahlman, född 14 maj 1929 i Malmö, är en svensk jurist. Han är son till justitierådet Gunnar Dahlman.
Per Dahlman blev juris kandidat vid Stockholms högskola 1954 och genoförde därefter tingstjänstgöring i Nyköpings domsaga och Stockholms rådhusrätt 1954–1956. Han blev fiskal i Svea hovrätt 1957, var vattenrättssekreterare i Österbygdens vattendomstol 1959—1961, adjungerade i Vattenöverdomstolen och blev assessor i Svea hovrätt 1963. Han utnämndes till hovrättsråd i Hovrätten för Övre Norrland 1970. Han var föredragande i riksdagens konstitutionsutskott 1967–1970 samt huvudsekreterare och kanslichef där 1975–1983 (tillförordnad 1971–1974). Dahlman var regeringsråd 1983–1996. Han tjänstgjorde i Lagrådet 1985–1987. Efter sin pensionering från Regeringsrätten blev Per Dahlman teologie doktor i kyrkovetenskap vid Uppsala universitet år 2009, då han disputerade på avhandlingen Kyrka och stat i 1860 års svenska religionslagstiftning.